# Montenoison
Montenoison é uma comuna francesa na região administrativa de Borgonha-Franco-Condado, no departamento Nièvre. Estende-se por uma área de 17,86 km². Em 2010 a comuna tinha 122 habitantes (densidade: 6,8 hab./km²).